# Traza de un cuerpo
En matemáticas, la traza de un cuerpo es una función particular definida con respecto a una extensión de cuerpos finita L/K, que es una aplicación K-lineal de L sobre K.

## Definición
Sea K un cuerpo y L una extensión finita (y por lo tanto, una extensión algebraica) de K. L puede verse como un espacio vectorial sobre K. La multiplicación por α, un elemento de L,
{\displaystyle m_{\alpha }:L\to L{\text{ dado por }}m_{\alpha }(x)=\alpha x},
es una K-aplicación lineal de este espacio vectorial sobre sí mismo. La traza, TrL/K(α), se define como la traza (en álgebra lineal) de esta transformación lineal.
Para α en L, sean σ1(α), ..., σn (α) las raíces (contadas con multiplicidad) del polinomio mínimo de α sobre K (en alguna extensión del cuerpo K), entonces
{\displaystyle \operatorname {Tr} _{L/K}(\alpha )=[L:K(\alpha )]\sum _{j=1}^{n}\sigma _{j}(\alpha )}.
Si L/K es separable, entonces cada raíz aparece solo una vez (sin embargo, esto no significa que el coeficiente anterior sea uno; por ejemplo, si α es el elemento de identidad 1 de K, entonces la traza es [L:K] multiplicado por 1).
Más particularmente, si L/K es una extensión de Galois y α está en L, entonces la traza de α es la suma de todos los elementos conjugados de α, es decir,
{\displaystyle \operatorname {Tr} _{L/K}(\alpha )=\sum _{\sigma \in \operatorname {Gal} (L/K)}\sigma (\alpha ),}
donde Gal (L / K) denota el Grupo de Galois de L / K.

## Ejemplo
Sea {\displaystyle L=\mathbb {Q} ({\sqrt {d}})} una extensión cuadrática de {\displaystyle \mathbb {Q} }. Entonces, una base de {\displaystyle L/\mathbb {Q} {\text{ es }}\{1,{\sqrt {d}}\}.} Si {\displaystyle \alpha =a+b{\sqrt {d}}} entonces la matriz de {\displaystyle m_{\alpha }} es:
{\displaystyle \left[{\begin{matrix}a&bd\\b&a\end{matrix}}\right]},
y entonces, {\displaystyle \operatorname {Tr} _{L/\mathbb {Q} }(\alpha )=[L:\mathbb {Q} (\alpha )]\left(\sigma _{1}(\alpha )+\sigma _{2}(\alpha )\right)=1\times \left(\sigma _{1}(\alpha )+{\overline {\sigma _{1}}}(\alpha )\right)=a+b{\sqrt {d}}+a-b{\sqrt {d}}=2a}. El polinomio mínimo de α es X2 − 2a X + a2 − d b2.

## Propiedades de la traza
Varias propiedades de la función traza son válidas para cualquier extensión finita.
La traza Tr L/K : L → K es una K-aplicación lineal (un K-funcional lineal), es decir
{\displaystyle \operatorname {Tr} _{L/K}(\alpha a+\beta b)=\alpha \operatorname {Tr} _{L/K}(a)+\beta \operatorname {Tr} _{L/K}(b){\text{ para todo }}\alpha ,\beta \in K}.
Si α ∈ K entonces {\displaystyle \operatorname {Tr} _{L/K}(\alpha )=[L:K]\alpha .}
Además, la traza se comporta bien en torres de cuerpos: si M es una extensión finita de L, entonces la traza de M sobre K es solo la composición de la traza de M sobre L con la traza de L sobre K, es decir
{\displaystyle \operatorname {Tr} _{M/K}=\operatorname {Tr} _{L/K}\circ \operatorname {Tr} _{M/L}}.

## Cuerpos finitos
Sea L = GF (qn) una extensión finita de un cuerpo finito K = GF(q). Dado que L/K es una extensión de Galois, si α está en L, entonces la traza de α es la suma de todos los elementos conjugados de α, es decir,
{\displaystyle \operatorname {Tr} _{L/K}(\alpha )=\alpha +\alpha ^{q}+\cdots +\alpha ^{q^{n-1}}}.
En este entorno se cuenta con las propiedades adicionales:
- {\displaystyle \operatorname {Tr} _{L/K}(a^{q})=\operatorname {Tr} _{L/K}(a){\text{ para }}a\in L}.
- Para cualquier {\displaystyle \alpha \in K}, hay exactamente {\displaystyle q^{n-1}} elementos {\displaystyle b\in L} con {\displaystyle \operatorname {Tr} _{L/K}(b)=\alpha }.

Teorema. Para b ∈ L, sea Fb la aplicación {\displaystyle a\mapsto \operatorname {Tr} _{L/K}(ba).} Entonces Fb ≠ Fc si b ≠ c. Además, las K-transformaciones lineales de L sobre K son exactamente las aplicaciones de la forma Fb, ya que b varía sobre el cuerpo L.
Cuando K es el subcuerpo principal de L, la traza se denomina traza absoluta y, de lo contrario, es una traza relativa.

### Aplicación
Una ecuación cuadrática, ax2 + bx + c = 0, con a ≠ 0, y coeficientes en el cuerpo finito {\displaystyle \operatorname {GF} (q)=\mathbb {F} _{q}} tiene 0, 1 o 2 raíces en GF(q) (y dos raíces, contadas con multiplicidad, en la extensión cuadrática GF (q2)). Si la característica de GF (q) es impar, el discriminante, Δ = b2 − 4ac indica el número de raíces en GF(q) y la fórmula clásica de la ecuación de segundo grado permite calcular las raíces. Sin embargo, cuando GF(q) tiene una característica par (es decir, q = 2h para algún entero positivo h), estas fórmulas ya no son aplicables.
Considérese la ecuación cuadrática ax2 + bx + c = 0 con coeficientes en el cuerpo finito GF(2h). Si b = 0, entonces esta ecuación tiene la solución única {\displaystyle x={\sqrt {\frac {c}{a}}}} en GF(q). Si b ≠ 0 entonces la sustitución y = ax/b convierte la ecuación cuadrática a la forma:
{\displaystyle y^{2}+y+\delta =0,{\text{ donde }}\delta ={\frac {ac}{b^{2}}}}.
Esta ecuación tiene dos soluciones en GF(q) si y solo si la traza absoluta {\displaystyle \operatorname {Tr} _{GF(q)/GF(2)}(\delta )=0.} En este caso, si y = s es una de las soluciones, entonces y = s + 1 es la otra. Sea k cualquier elemento de GF (q) con {\displaystyle \operatorname {Tr} _{GF(q)/GF(2)}(k)=1.} Entonces, una solución a la ecuación viene dada por:
{\displaystyle y=s=k\delta ^{2}+(k+k^{2})\delta ^{4}+\ldots +(k+k^{2}+\ldots +k^{2^{h-2}})\delta ^{2^{h-1}}}.
Cuando h = 2m + 1, una solución viene dada por la expresión más simple:
{\displaystyle y=s=\delta +\delta ^{2^{2}}+\delta ^{2^{4}}+\ldots +\delta ^{2^{2m}}}.

## Forma de traza
Cuando L/K es separable, la traza proporciona una dualidad a través de la forma de traza: la aplicación de L × L sobre K haciendo corresponder (x, y) sobre TrL/K (xy) es una forma bilineal no degenerada y simétrica, denominada forma de traza. Si L/K es una extensión de Galois, la forma de traza es invariante con respecto al grupo de Galois.
La forma de traza se utiliza en teoría de números algebraicos, concretamente en la teoría del ideal diferente.
Para una extensión de cuerpo de grado finito L/K, la forma de traza tiene signatura no negativa para cualquier cuerpo ordenado de K. Lo contrario, que cada clase de equivalencia de Witt con signatura no negativa contiene una forma de traza, es cierto para los cuerpos numéricos algebraicos K.
Si L/K es una extensión separable, entonces la forma de traza es idénticamente 0.

## Lecturas relacionadas
- Conner, P.E.; Perlis, R. (1984). A Survey of Trace Forms of Algebraic Number Fields. Series in Pure Mathematics 2. World Scientific. ISBN 9971-966-05-0. Zbl 0551.10017.
- Sección VI.5 de Lang, Serge (2002). Algebra, Graduate Texts in Mathematics. New York: Springer-Verlag. p. 211 (Revised third ed.). ISBN 978-0-387-95385-4. MR 1878556. Zbl 0984.00001.